# クリーミングパウダー

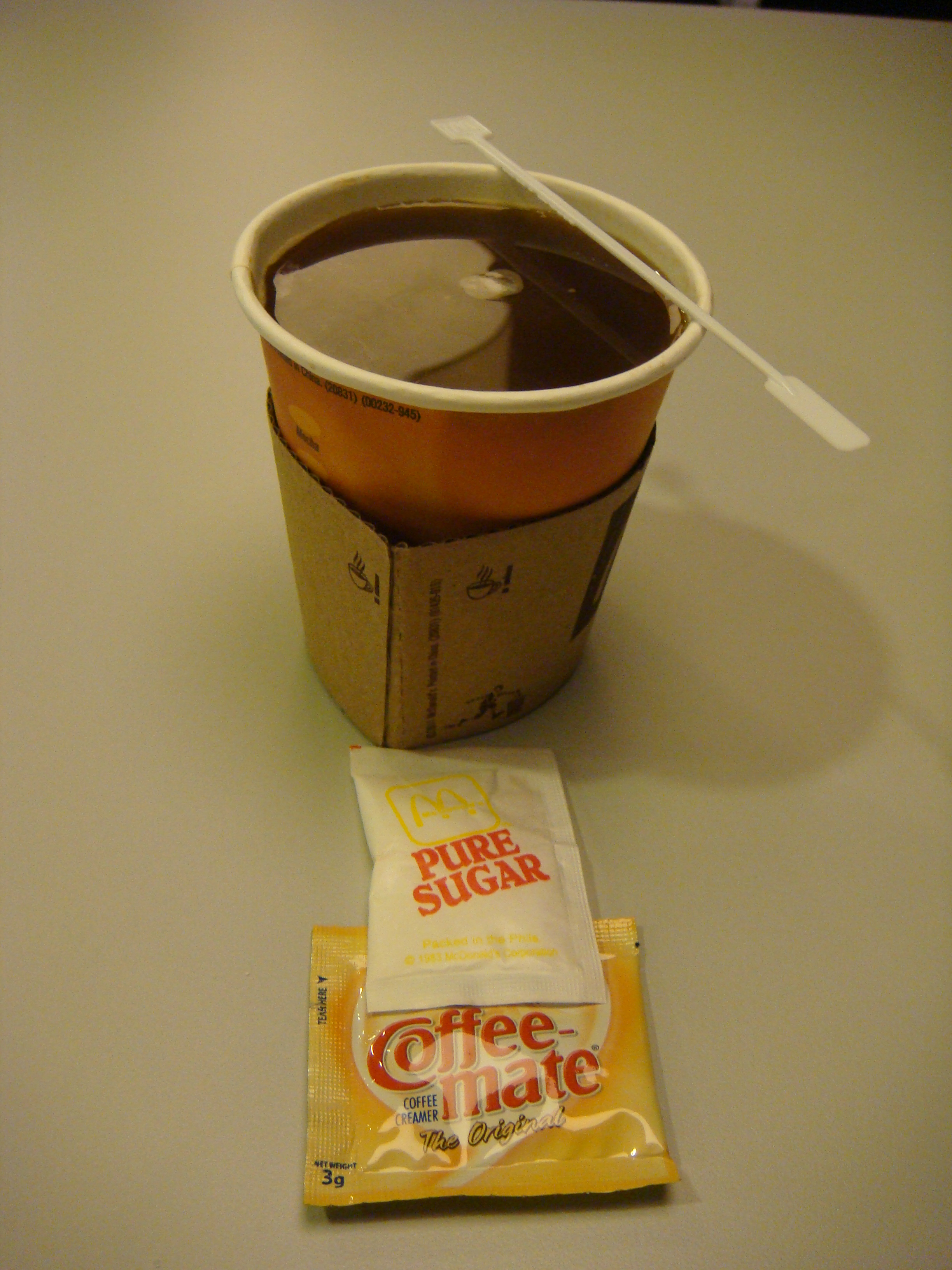
カップコーヒーと、小袋に入った砂糖とクリーミングパウダー

クリーミングパウダーは、飲料や食品に添加してクリームの風味を醸す粉末製品。

## 概要
牛乳やクリームと比べた場合、保存性に優れている。また、熱や酸にも強い。コーヒーや紅茶などの飲料に添加し、コクや乳味感を付与するのに用いられる。
また、飲料に加える以外に、料理にも用いられる。

## 日本

### 日本での歴史
1950年代前半の日本は神武景気などの経済成長もあってコーヒーが身近な飲み物となり、喫茶店や家庭で飲まれるようになっていった。この頃は無糖練乳を利用することが多かったものの、開封後の日持ちが悪いことが課題となっていた。1961年に森永乳業から「クリープ」が発売され、爆発的な売れ行きを記録する。
1969年、ネッスル（現・ネスレ日本）から日本初となる植物性クリーミングパウダー「ブライト」が発売開始される。

### 日本国内の主な商品の比較
以下に、日本で販売されている主な商品についての比較表を挙げる（数字は2024年時点のもの）
| メーカー名       | 商品名                         | 主原料                       | カロリー（kcal） | 脂質(g) | スプーン1杯あたりの価格(円) |
| ---------------- | ------------------------------ | ---------------------------- | ---------------- | ------- | --------------------------- |
| 味の素AGF        | マリーム                       | 水あめ、植物油脂             | 16               | 0.95    | 約3.3                       |
| ネスレ日本       | ブライト                       | コーンシロップ、植物油脂     | 17               | 1.1     | 約3.5                       |
| 森永乳業         | クリープ                       | 乳製品、乳糖                 | 15               | 0.8     | 約6.8                       |
| UCC上島珈琲      | コーヒークリーミーカフェプラス | デキストリン、植物性脂肪     | 16               | 1.0     | 約11.5                      |
| カルディ         | クリーミーシュガーパウダー     | 砂糖、デキストリン、植物油脂 | 13.2             | 0.4     | 約4.9                       |
| セブンプレミアム | まろやかクリーミングパウダー   | デキストリン、植物油脂       | 17               | 1.0     | 約2.1                       |
| トップバリュ     | クリーミーパウダー             | デキストリン、植物油脂       | 16               | 1.0     | 約2.1                       |